# Šúštar
Šúštar (persky: شوشتر‎) je starodávné opevněné město v provincii Chúzistán na jihozápadě Íránu. Město je vzdáleno přibližně 92 km od města Ahváz, které je centrem celé provincie. Dle sčítání z roku 2005 mělo město 89 255 obyvatel.

## Historie
Původní jméno města Šúštar v dobách vlády achaimenovské dynastie bylo Šurkutir. Samotné jméno města Šúštar se pojí se jménem starověkého města Susy a znamená větší než Susy.
V průběhu vlády dynastie Sásánovců bylo toto ostrovní město na řece Karún zvoleno za zimní sídlo panovníka. Řeka byla vedena kanály do příkopu okolo města, mosty a městské brány byly postaveny na východ, západ a jih. Další řeky v sousedství umožnily rozvoj zemědělství, např. pěstování cukrové třtiny je datováno od roku 226. Systém podzemních kanálů zvaných kanáty spojuje řeku se zásobárnami vody určenými k pokrytí městské spotřeby v obdobích, kdy byly městské brány zavřeny. Zbytky těchto kanálů mohou být i v současné době ještě nalezeny ve sklepech některých domů. Zavlažovací systém začal upadat v 19. století, kdy město ztratilo zemědělskou důležitost. Až v roce 1973 došlo k znovuoživení města posledním íránským šáhem Rezou Pahlavím.
Když král Šápúr I. z dynastie Sásánovců porazil římského císaře Valeriana, přikázal zajatým Římanům, aby postavili 550 metrů dlouhou přehradní hráz známou jako Band-e Kaisar („císařský most“).
Starodávné fortifikační zdi byly zničeny v době vlády safíovské dynastie.

## Lidé a kultura
Stejně jako ostatní Peršané si obyvatelé Šúštaru od pradávna udržují své kulturní dědictví. Obyvatelé této oblasti mluví dialektem, který je odlišný od spisovné perštiny.